# Jaworzno
Jaworzno (polsky  Javořno) je město v jižním Polsku ve Slezském vojvodství, má téměř 90 000 obyvatel. Protéká jím řeka Przemsza. Nachází se na východním okraji katovické konurbace. Historicky se však kulturně i etnicky nacházelo v oblasti působení Krakova.

## Legenda o vzniku města
Název města pochází od stromu javor. Podle legendy se tudy v roce 1330 budoucí král Kazimír Veliký vracel z Velkopolska do Krakova, když si jej zavolal jeho otec Vladislav Lokýtek. Na místě zvaném dnes Panská hora narazil na drvoštěpy kácející javor a zeptal se jich, co dělají. Jeden z nich odpověděl, že kácejí javor pro ty, co hledají stříbro. Na základě této lidové báje vznikl současný znak města – rozložitý javor se dvěma dřevorubci v krakovských krojích.

## Historie
Město je vlastně slepencem původního Jaworzna a okolních vsí připojených k Jaworznu administrativně ve druhé polovině 20. století. I když se Jaworzno nachází na východním okraji katovické konurbace, tak historicky, kulturně i etnicky se nacházelo v oblasti působení Krakova. Během druhé světové války se zde nacházela pobočka koncentračního tábora Osvětim. Vězni pracovali v javořnických uhelných dolech. Po válce tábor nebyl zrušen, ale byli zde vězněni příslušníci AK, Němci, Ukrajinci a další nepohodlní pro komunistický režim. V roce 2019 byl v zaniklém dolomitovém lomu Gródek zřízeno turisticky atraktivní Arboretum Park Gródek, který je nazýván také Polské Maledivy.

## Partnerská města
- Karviná
- Szigethalom